# Erzlaine
Die Erzlaine ist ein linker Zufluss zur Grießlaine bei  Eschenlohe. Sie entspringt zwischen Grießkopf und Rauheck, fließt weitgehend südwärts, zunächst in einem breiteren Tal, danach in einen schluchtartigen Taleinschnitt, in dem sie auch in die Grießlaine mündet.  